# Vagotonique
Ce « tempérament », décrit par Mounier à la suite de Pende[Lequel ?] se manifeste par une accentuation des fonctions gérées par le système nerveux parasympathique.

## Signes physiques
- palpitations
- pouls lent
- brûlures d’estomac
- nausées fréquentes (sensible au mal de mer, au contre-sens en train)
- tendance à la colite
- tendance à engraisser (proche du « type rond » de Pende)
- crises sudorales, surtout aux mains et aux pieds
- fortes sécrétions lacrymales
- faible exophtalmie
- léger myosis
- teint pâle
- troubles respiratoires fréquents
- tremblements
- excitation sexuelle
- relâchement des sphincters
- fatigabilité

## Au niveau psychologique
Il n’aime pas la lutte, mais plutôt la paix et la jouissance, le farniente, dormir et manger. Il est prompt au découragement, à la tristesse, voire à la dépression.